# Diego Novaretti
Diego Martín Novaretti (La Palestina, Provincia de Córdoba, Argentina; 9 de mayo de 1985) es un exfutbolista argentino. Jugó de defensa central y pasó su carrera en su país y en México..y se retiró en diciembre del 2023.

## Clubes
| Club                 | País      | Año       |
| -------------------- | --------- | --------- |
| Belgrano             | Argentina | 2005-2009 |
| Toluca               | México    | 2009-2013 |
| Lazio                | Italia    | 2013-2015 |
| León                 | México    | 2015-2019 |
| Querétaro (préstamo) | México    | 2018      |
| Rosario Central      | Argentina | 2019-2021 |
| Belgrano             | Argentina | 2021-2023 |

## Palmarés

### Títulos nacionales
| Título                     | Club     | País      | Año    |
| -------------------------- | -------- | --------- | ------ |
| Primera División de México | Toluca   | México    | 2010-b |
| Primera Nacional           | Belgrano | Argentina | 2022   |